# غردينية ياسمينية

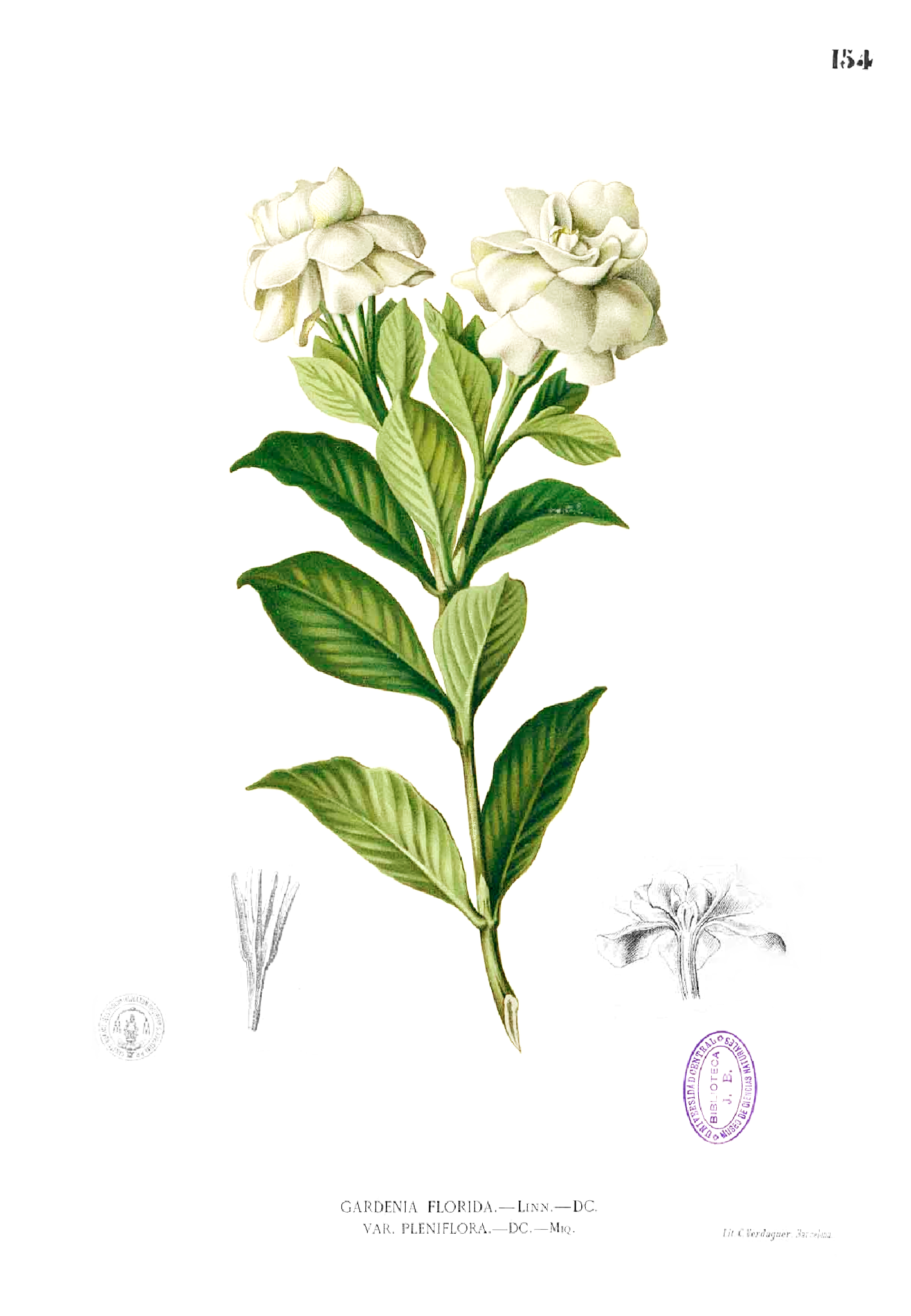
رسم نباتي من عام 1880

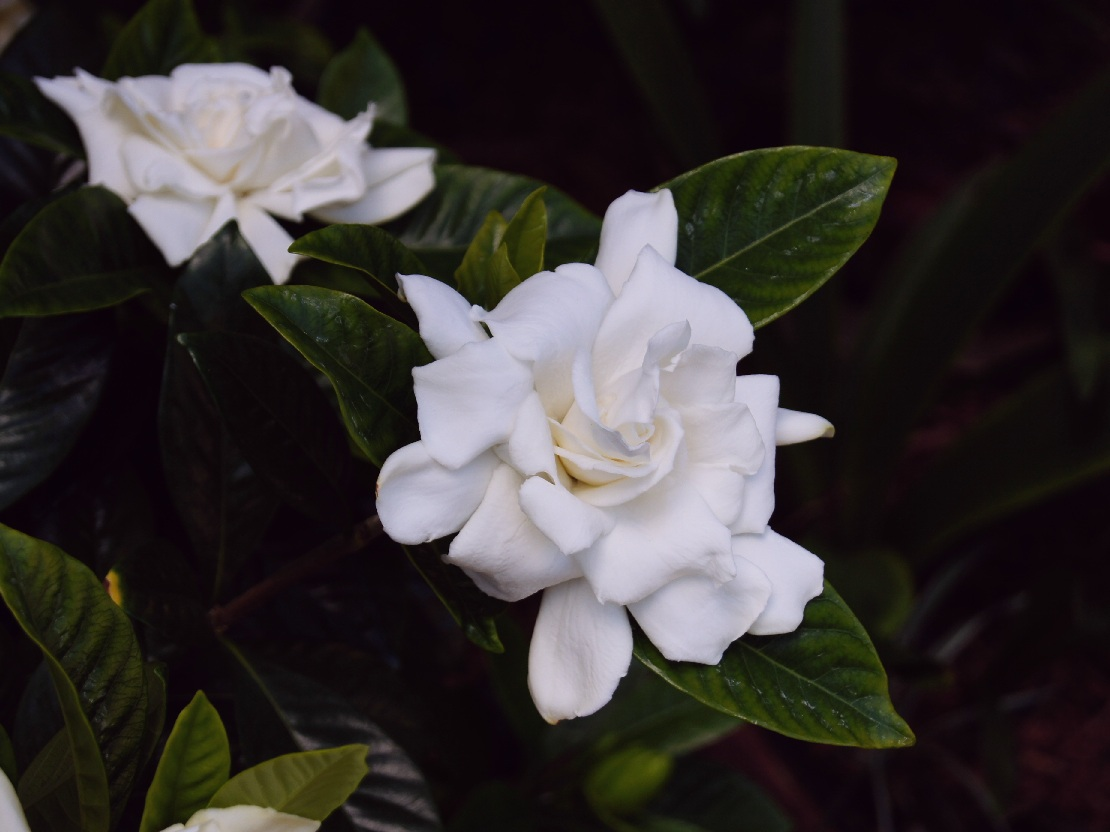
إحدى الفئات المستولدة من الغردينية الياسمينية

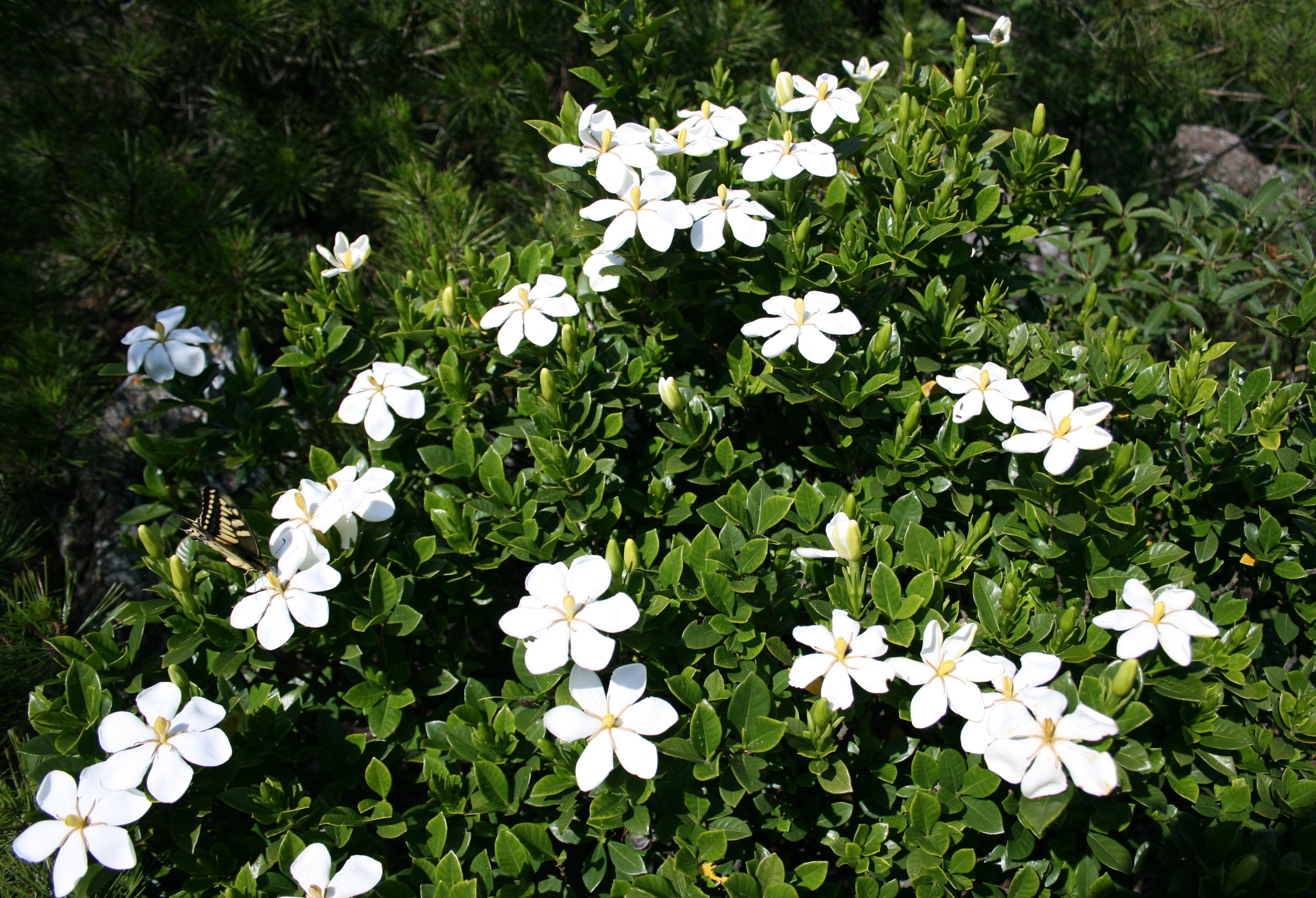
غردينية ياسمينية في جبل يوغي

غردينية ياسمينية أو الغردينية الشائعة أو ياسمين رأس الرجاء (الاسم العلمي: Gardenia jasminoides) (بالإنجليزية: common gardenia, cape jasmine or cape jessamine)‏ هي نوع من النباتات يتبع جنس غردينية من الفصيلة الفوية.